# Josep Batlló i Casanovas
Josep Batlló i Casanovas   (Barcelona, 29 d'abril de 1855 - Barcelona, 10 de març de 1934) va ser un home de negocis del sector tèxtil català de començaments del segle xx. El 1904 va encarregar a Antoni Gaudí la reforma integral d'un edifici que havia adquirit al passeig de Gràcia de Barcelona, convertint-la en la popular Casa Batlló, una de les obres més singulars de l'arquitecte modernista.

## Biografia
Era fill de Feliu Batlló i Massanella, de Barcelona, i de Josepa Casanovas i Duran, de Barcelona. Tenia dos germans: Tomàs i Aleix Batlló i Casanovas.
Es va casar el 14 de maig de 1884 amb Amàlia Godó i Belaunzaran, filla de Bartomeu Godó i Pié, polític del Partit Liberal i empresari fundador de Godó Germans i Cía, dedicada als filats de jute (vegeu El Cànem).
La celebració del casament dels dos joves de la burgesia catalana de finals del segle xix va començar amb el comiat de solter del nuvi al Restaurante de Francia de la plaça Reial, 12, fundat per Mrs. Justin, un fet que va ser recollit per la premsa. Va estar molt relacionat amb La Vanguardia, a causa de la seva relació familiar com a cosí de Ramon Godó i Lallana, primer comte de Godó.
Va morir a Barcelona el 10 de març de 1934.

### Trajectòria empresarial
El 17 de juliol de 1901, Josep Batlló es va associar amb Josep Maria Llaudet i Bou en una societat en comandita, amb un capital inicial de 325.000 pessetes, Josep Maria Llaudet era avi d'Enric Llaudet i Ponsa, president del Barça (1961-1968) i continuador del negoci familiar. Junt a la nova fàbrica de filats i teixits de cotó a Sant Joan de les Abadesses es va construir la tradicional colònia tèxtil, anomenada «El Pagès». El 1913, l'empresa obrí una filatura moguda per vapor al barri de Sants de Barcelona i va treure bon profit dels anys de guerra europea, tan bons per als cotoners.

## Descendència
La parella va tenir cinc fills:
- Josep (4-1-1887 - 29-1-1955),[13] casat amb Maria Teresa Vidal-Ribas i Güell (8-9-1886 - 30-1-1984),[14] Va ser president del consell d'administració de l'empresa Godó SA[15] i copropietari de l'empresa tèxtil Godó i Trias SA. El matrimoni va tenir vuit fills, dels quals un fill i una filla varen ser religiosos.[16][14]
- Maria Mercè (1889 - 27-5-1963),[17][18] casada amb el Dr. Joan Marimon i Carbonell[19][10] (Mayagüez, Puerto Rico, 1883 - Montsó, 14 de gener de 1939) conegut metge, llicenciat a Barcelona i Berlín, cap del servei de cirurgia de l'hospital del Sagrat Cor, que el 1936 va haver de fugir de Barcelona, incorporant-se com a metge militar fins a la seva mort.[20] Un dels seus fills, Cèsar, és el darrer veí de la família Batlló que resideix a la casa Batlló.
- Maria del Carme († 8-4-1939),[21] casada amb Joan Clavell i Montiu.[10] Aquesta branca de la família es va traslladar a viure a San Sebastià.[22] Varen tenir 5 fills: Carmen, Santiago, María José, Maria Victoria i Mercedes, que va morir tres dies abans que la seva mare.[23]
- Felip (1890 - 24-5-1985),[24] casat amb Pilar Yglesias.[10] Es va dedicar a la seva afecció pels automòbils i el 1917 va crear la Fábrica Nacional de Automóviles F. Batlló, Sociedad en Comandita, dedicada a la construcció dels automòbils "España".[25] El 1922, tres de les poques unitats que la fàbrica va produir varen ser pel seu pare, per al rei Alfons XIII i per al general Primo de Rivera.[26] Aquestes relacions el situaven en una bona posició dins del règim i del dictador.[27] La mala situació econòmica després del Reial Decret de 22 d'abril del 1922 el va portar el 1928 a associar-se amb Wifredo Pelayo Ricart Medina (posteriorment director d'ENASA) per crear l'empresa d'automòbils Ricart-España, que va durar un parell d'anys.[25] En acabar la guerra va ser nomenat secretari general del Movimiento.[28] i vicepresident de la Diputació de Barcelona Els seus negocis es varen veure beneficiats per la seva posició política, que el situà al front de responsabilitats dins del sector industrial.[29] Va rebre la Gran Cruz de la Orden Imperial del Yugo y las Flechas com a colofó a la seva carrera dins la Vieja Guardia del règim franquista, el 18 de juliol de 1965.[30] Va rebre també l'Orde d'Isabel la Catòlica i la Medalla del Trabajo.[31] Va viure a Madrid on tenia instal·lat l'oratori obra de Llimona que hi havia a la casa Batlló. Des d'aquesta ciutat va exercir de corresponsal de La Vanguardia i de l'associació Amics de Gaudí.[32] Va morir a Madrid el 24 de maig de 1985.[31]

- Lluís, que va morir amb pocs anys de vida per una malaltia poc coneguda.[33]